# Pectinia crassa
Pectinia crassa är en korallart som beskrevs av Ditlev 2003. Pectinia crassa ingår i släktet Pectinia och familjen Pectiniidae. IUCN kategoriserar arten globalt som otillräckligt studerad. Inga underarter finns listade i Catalogue of Life.